# سباستيان لوبيز (لاعب كرة قدم أرجنتيني)
سباستيان لوبيز (بالإسبانية: Sebastián López)‏ هو لاعب كرة قدم أرجنتيني في مركز الوسط، ولد في 13 أكتوبر 1985 في مدينة سان فرانسيسكو سولانو في الأرجنتين. لعب مع ديبورتيفو آرمينيو.

## وصلات خارجية
- سباستيان لوبيز (لاعب كرة قدم أرجنتيني) على موقع قاعدة بيانات كرة القدم.إي يو (الإنجليزية)
- سباستيان لوبيز (لاعب كرة قدم أرجنتيني) على موقع قاعدة بيانات كرة القدم.إي يو (الإنجليزية)
- سباستيان لوبيز (لاعب كرة قدم أرجنتيني) على موقع Soccerway.com (الإنجليزية)